# جان کوپ شربروک
جان کوپ شربروک (انگلیسی: John Coape Sherbrooke؛ ۲۹ آوریل ۱۷۶۴ – ۱۴ فوریه ۱۸۳۰) فرد نظامی اهل پادشاهی بریتانیای کبیر بود. وی همچنین برندهٔ جوایزی همچون نشان حمام شده‌است.